# Bonatitan
Bonatitan là một chi khủng long, được Martinelli & Forasiepi mô tả khoa học năm 2004.